# Nils Svanfeldt
Nils Gustaf Svanfeldt, född 30 maj 1880 i Uppsala, död där 14 september 1959, var en svensk opera- och konsertsångare (baryton).
Nils Svanfeldtvar son till källarmästaren Nils Peter Svanfeldt och bror till Henrik Svanfeldt. Vid fjorton års ålder avlade han organistexamen i Strängnäs. Efter mogenhetsexamen i Uppsala 1899 studerade han sång för John Forsell och piano för Hilda Thegerström och fortsatte sedan studierna i Berlin och Paris. I yngre år ägnade sig Svanfeldt huvudsakligen åt operan och var engagerad vid tyska scener, såsom Volksoper i Wien, Krolloper i Berlin samt operascenerna i Graz, Bremen och Leipzig. Han gästspelade även vid andra tyska scener. I Sverige var Svanfeldt 1922–1923 engagerad vid Stora teatern i Göteborg samt gav gästspel på Kungliga Teatern. Från 1936 var han bosatt i Sigtuna. Bland Svanfeldts roller märks Mozarts Almaviva, Papageno och Don Juan, Verdis Rigoletto, greve Luna i Trubaduren och Jago i Otello samt titelrollen i Den flygande holländaren, Gunther och Albrerich i Nibelungens ring och Beckmesser i Mästersångarne i Nürnberg. Han konserterade även i Berlin, München, London, Köpenhamn och Oslo. I Sverige gav Svanfeldt en mängd konserter, varav ett sextiotal tillsammans med Wilhelm Stenhammar. Med förkärlek tolkade han Schubert- och Brahmssånger. Sin främsta insats gjorde Svanfeldt på senare år som kunnig och entusiastisk främjare av folkvisekonsten. Han höll folkvisestuder i radio, på Skansen, i Stockholms borgarskola och i folkbildningsförbunden samt utgav Sång- och visbok (1936), som innehöll omkring 300, efter innehållet systematiskt ordnade folkvisor. Han var även verksam som ackompanjatör och verkade som sångpedagog (1925–1927 vid Operaskolan). Svanfeldt är begravd på Uppsala gamla kyrkogård.